# 奎貝堡

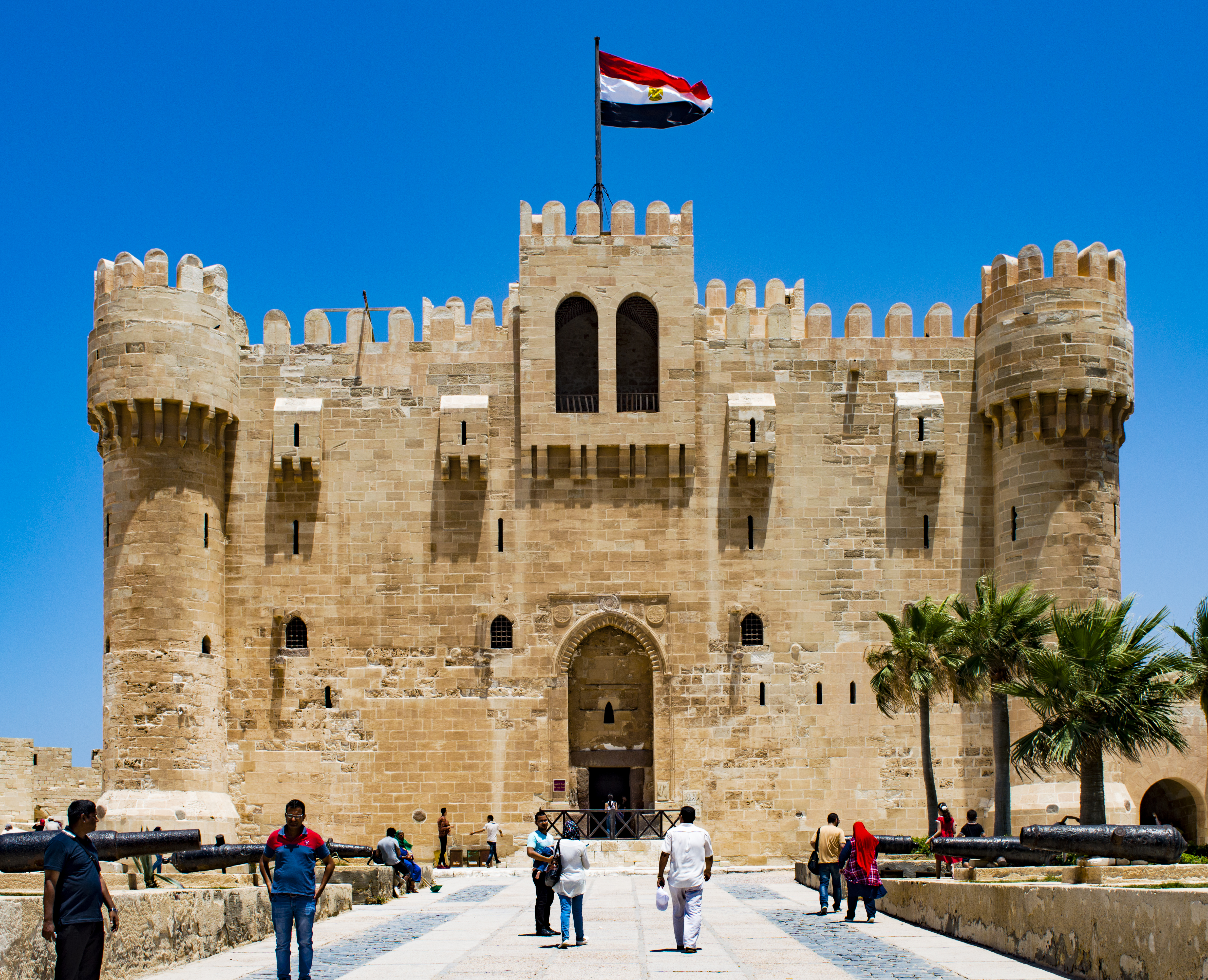
奎貝堡

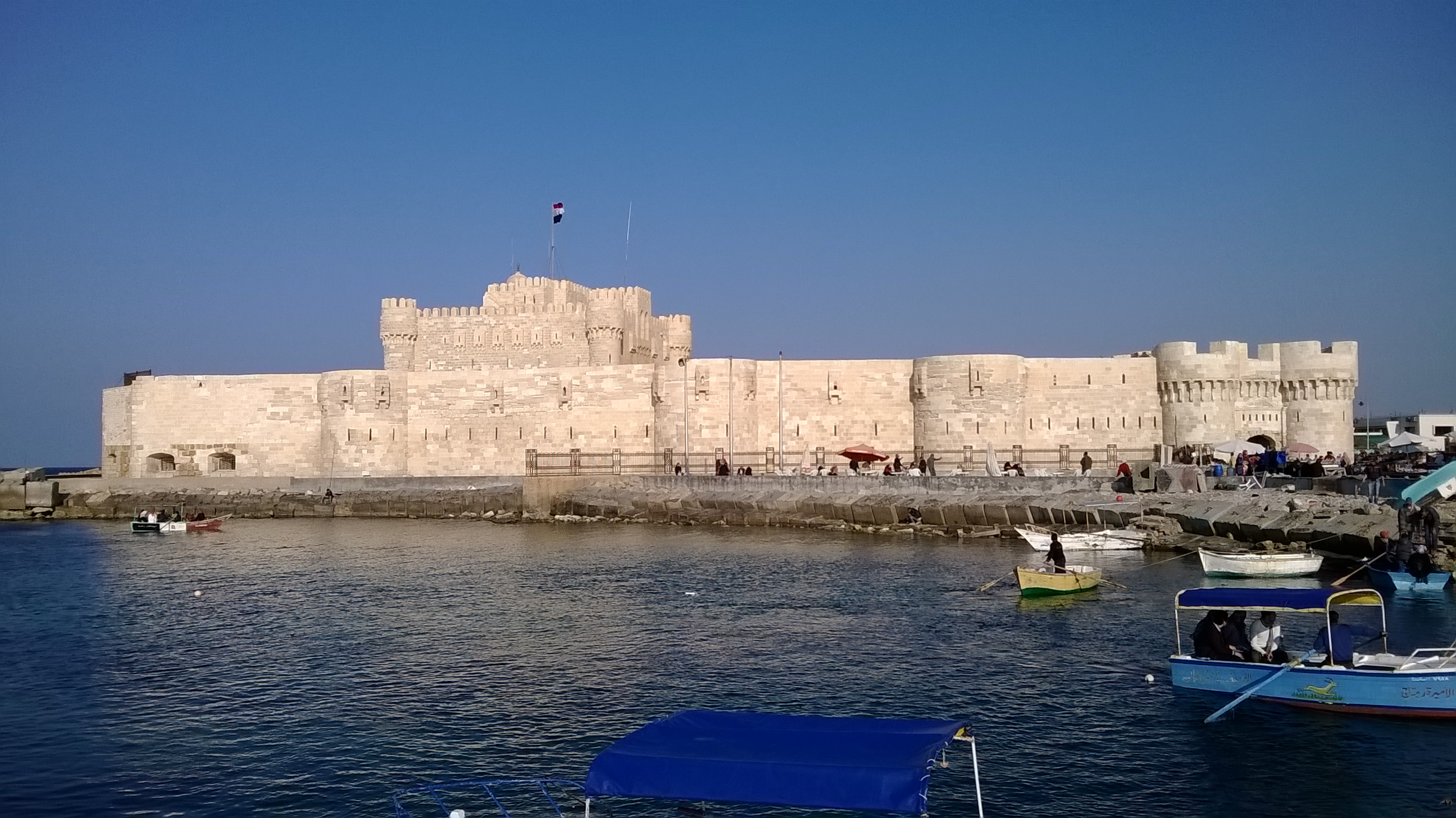
奎貝堡全圖

奎貝堡（阿拉伯語：قلعة قايتباي、英語：Citadel of Qaitbay）位於埃及亞歷山卓，臨地中海的一處岬角上，於西元1480年完工。原址為古代世界七大奇蹟之一的亞歷山大燈塔，1303年的大地震中，燈塔遭到毀壞；1480年，當時的馬木魯克蘇丹奎特拜為了抵抗外來侵略，使用燈塔遺留下來的石料在燈塔的遺址上建造了奎貝堡
。
奎貝堡入口處所使用的紅色花崗岩來自亞斯文，碉堡旁尚有一座大型蓄水池供圍城使用，目前奎貝堡同時也是一座海軍軍事博物館，展示有羅馬至拿破崙時期的一些武器；同時，奎貝堡也是欣賞亞歷山卓海灣的絕佳地點。